# Operação Transom
A Operação Transom foi um ataque feito pelas forças aliadas contra a cidade de Surabaia, controlada então pelos japoneses, no dia 17 de maio de 1944, durante a Segunda Guerra Mundial. Foi conduzida pela Frota Oriental liderada pelos britânicos e envolveu aeronaves lançadas de porta-aviões americanos e britânicos que atacaram as docas da cidade e uma refinaria de petróleo. Um torpedeiro americano foi abatido.
O ataque a Surabaia foi o segundo e último ataque conjunto de porta-aviões americanos e britânicos no Oceano Índico em 1944. Foi empreendido como um ataque de diversão de um desembarque aliado numa ilha ao largo da Nova Guiné no mesmo dia, mas também para fazer uso do porta-aviões americano na sua viagem de retorno ao Pacífico. As estimativas da extensão dos danos infligidos pelos aliados diferem entre as fontes; alguns descrevem os resultados como modestos, enquanto outros afirmam que foram significativos. É consenso que a operação forneceu à Marinha Real Britânica uma exposição útil às tácticas dos porta-aviões da Marinha dos Estados Unidos. O ataque não surtiu efeito sobre as posições militares japonesas.

## Antecedentes
As forças japonesas invadiram e conquistaram a maior parte das Índias Orientais Holandesas entre dezembro de 1941 e março de 1942. A ilha de Java foi administrada pelo Exército Imperial Japonês durante a ocupação japonesa das Índias Orientais Holandesas. Surabaia, que está localizada no leste de Java, era uma base naval e centro industrial durante a ocupação. A partir dali, as forças anti-submarinas japonesas caçavam submarinos aliados que operavam no mar de Java. A refinaria de petróleo Wonokromo era importante para os japoneses e era a única instalação em Java que produzia combustível de aviação. As defesas da cidade contra ataques aéreos na época da Operação Transom incluíam um pequeno número de canhões antiaéreos, cujas tripulações estavam inadequadamente treinadas.

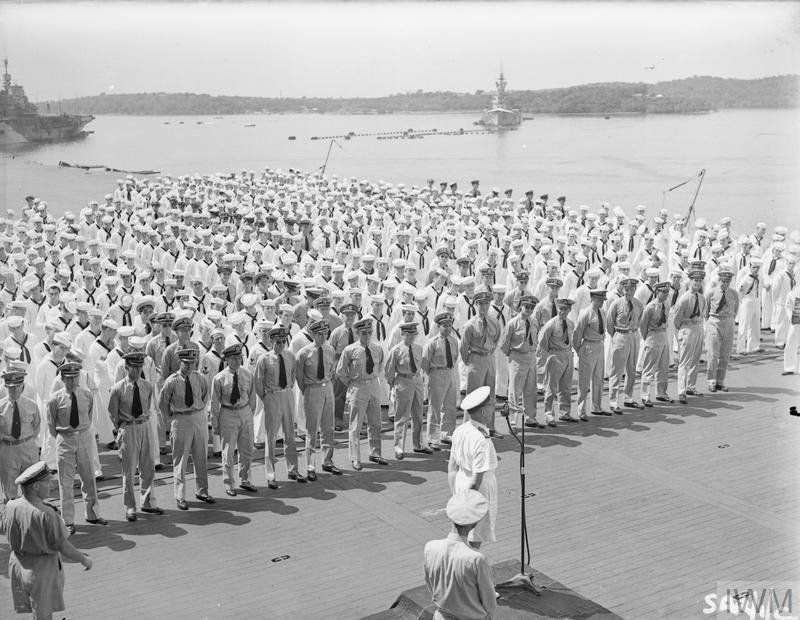
Almirante James Somerville a discursar para a tripulação do USS Saratoga no dia 3 de abril de 1944

Na Conferência do Cairo realizada em novembro de 1943, a liderança Aliada concordou que "o principal esforço contra o Japão deveria ser feito no Pacífico" e que o Oceano Índico seria um teatro subsidiário. Também foi decidido que quaisquer operações ofensivas, incluindo ataques de porta-aviões no teatro, teriam os objectivos de "manter a pressão sobre o inimigo, forçar a dispersão das suas forças e atingir o atrito máximo das suas forças aéreas, navais e marítimas".
A Frota Oriental Britânica, liderada pelo almirante James Somerville e baseada no Ceilão, foi fortemente reforçada durante o início de 1944. O porta-aviões HMS Illustrious, os couraçados HMS Queen Elizabeth e Valiant e o cruzador de batalha HMS Renown chegaram em janeiro, proporcionando à frota capacidade ofensiva. Muitos outros navios chegaram ao longo do ano.
Também no início de 1944, os militares japoneses transferiram a sua principal força naval de ataque, a Frota Combinada, para Singapura. Essa mudança foi feita para evacuar a frota das suas bases no Pacífico central, agora vulneráveis aos ataques americanos, e concentrá-la num local com boas instalações de reparação naval e pronto acesso a combustível. Os japoneses não pretendiam realizar nenhum ataque em grande escala no Oceano Índico. Somerville acreditava que a sua força seria incapaz de conter a Frota Combinada se ela entrasse no Oceano Índico, e unidades aéreas adicionais foram destacadas para proteger o Ceilão. A Marinha dos Estados Unidos também concordou em transferir temporariamente o porta-aviões USS Saratoga e três contratorpedeiros do Pacífico para reforçar a Frota Oriental.
Saratoga e a sua escolta juntaram-se à Frota Oriental no dia 27 de março de 1944. Illustrious e Saratoga, acompanhados por grande parte da Frota Oriental, conduziram um ataque aéreo bem-sucedido contra a ilha de Sabang, controlada pelos japoneses, nas Índias Orientais Holandesas no dia 19 de abril, como parte da Operação Cockpit.

## Prelúdio
Após a Operação Cockpit, Saratoga recebeu ordens para retornar aos Estados Unidos para ser reformado. O chefe da Marinha dos Estados Unidos, o almirante Ernest King, sugeriu ao almirante Louis Mountbatten, comandante do Comando do Sudeste Asiático, que o porta-aviões, acompanhado de outros navios da Frota Oriental, atacasse Surabaia na sua viagem de retorno. King esperava que isso funcionasse como uma manobra de diversão do planeado desembarque dos Aliados na Ilha de Wakde, na Nova Guiné. Mountbatten concordou com esta proposta.
Somerville decidiu então conduzir o ataque usando quase as mesmas forças que estiveram envolvidas na Operação Cockpit. Uma das principais diferenças era substituir o uso dos aviões Grumman Avenger pela asa habitual do Illustrious que era composta por bombardeiros de mergulho e torpedeiros Fairey Barracuda. Essa mudança foi feita porque Somerville esperava que os japoneses defendessem Surabaia com mais força do que Sabang, e decidiu lançar as aeronaves a 290 quilómetros da cidade, que estava além do alcance efectivo do Barracuda. Devido à distância a ser percorrida de Ceilão e à falta de experiência da Marinha Real em reabastecimento em movimento, os planos finais para a operação envolveriam o reabastecimento da Frota Oriental no Golfo de Exmouth, na Austrália Ocidental, antes de atingir Surabaia.
A Frota Oriental foi organizada em três forças para a Operação Transom. A Força 65 era composta por um couraçado francês e dois britânicos, um cruzador de batalha britânico, dois cruzadores e oito contratorpedeiros, dos quais quatro eram australianos. A Força 66 era composta pelo Illustrious, Saratoga, dois cruzadores e seis contratorpedeiros. A Força 67 era o grupo de reabastecimento e era composta por seis navios-tanque, um navio de destilação de água e dois cruzadores. Somerville comandou a frota a partir do Queen Elizabeth. O cruzador ligeiro australiano HMAS Adelaide também deveria proceder de Fremantle, na Austrália Ocidental, para proteger os petroleiros enquanto eles permaneciam no Golfo de Exmouth durante o ataque; isso permitiu que os seus dois cruzadores de escolta reforçassem a Força 66.

## Ataque

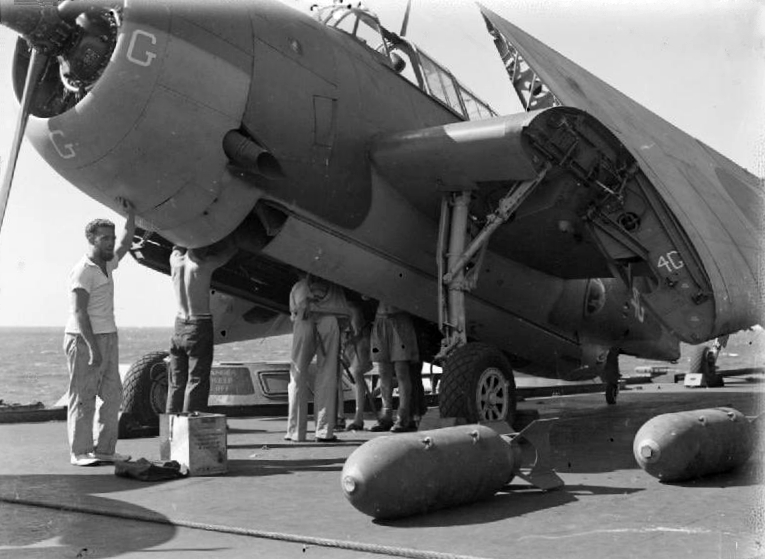
Um Avenger a ser carregado com bombas a bordo do HMS Illustrious antes do ataque a Surabaya

A Força 67 foi o primeiro elemento da Frota Oriental a partir em direcção ao objectivo, em 30 de abril. As forças 65 e 66 partiram a 6 de maio. Os navios aliados seguiram para o Golfo de Exmouth num curso que os manteve a pelo menos 970 quilómetros de aeródromos japoneses. Eles chegaram ao Golfo de Exmouth no dias 14 e 15 de maio. Enquanto os seus navios passavam por uma fase de reabastecimento, Somerville reuniu-se com o comandante da Sétima Frota dos Estados Unidos, o almirante Thomas C. Kinkaid, o contra-almirante Ralph Waldo Christie, que comandava os submarinos da frota, e o Naval Officer In Charge Fremantle, o Comodoro Cuthbert Pope; serviu a reunião para se discutir os dados mais recentes.
A Frota Oriental partiu do Golfo de Exmouth na tarde de 15 de maio e seguiu para o norte. Ela chegou ao ponto planeado às 6h30, horário local, no dia 17 de maio, sem ter sido detectada pelos japoneses. Um submarino britânico e sete submarinos americanos também tomaram posições perto da entrada sul do Estreito de Malaca e dos estreitos de Bali, Lombok e Sunda para apoiar a Frota Oriental; as embarcações ficaram encarregadas de atacar navios de guerra japoneses e resgatar os pilotos aliados abatidos no mar.
As aeronaves lançadas pelos porta-aviões foram organizadas em duas forças de ataque. A Força A era composta por nove aviões Avenger do Illustrious, doze bombardeiros de mergulho Douglas SBD Dauntless do Saratoga e uma escolta de oito caças Vought F4U Corsair do porta-aviões britânico. A força ficou encarregada de atacar a refinaria de petróleo e outras instalações industriais na área de Wonokromo. A Força B deveria atacar as instalações de navegação e a doca no porto de Surabaia. Era composta por vinte e um aviões Avenger e seis Dauntless escoltados por oito caças Corsair britânicos e doze aviões Grumman F6F norte-americanos. Todas as aeronaves foram lançadas e formadas por volta das 7h20.
O ataque a Surabaia começou às 8h30. Os japoneses não haviam detectado as aeronaves ao se aproximarem e foram apanhados de surpresa. As duas forças fizeram um ataque bem sincronizado, com a Força A a aproximar-se de Wonokromo pelo sul e a Força B a atacar o porto pelo norte. Nenhum caça japonês foi encontrado e os canhões antiaéreos foram ineficazes. Um dos aviões Avenger do Saratoga foi abatido. Os pilotos aliados acreditavam que haviam infligido grandes danos ao inimigo.
Depois de a força de ataque ter completado a aterragem nos porta-aviões às 10h50, a Frota Oriental retirou-se para o sudoeste numa tentativa de ocultar o facto de que estava a dirigir-se para o Golfo de Exmouth. A equipa de Somerville não solicitou um interrogatório do líder do ataque americano após o seu retorno. Como resultado, eles não sabiam que muitos alvos que valeriam a pena, incluindo submarinos japoneses, mantiveram-se no porto de Surabaya até às 15 horas, quando fotografias tiradas por uma das aeronaves de reconhecimento do Saratoga foram lançadas para o Queen Elizabeth. Somerville mais tarde lamentou não ter ordenado uma segunda investida durante a tarde de 17 de maio.
Na noite de 17/18 de maio, bombardeiros pesados aliados estacionados perto de Darwin, no norte da Austrália, atacaram Surabaia.

## Consequências
Saratoga e os seus três contratorpedeiros americanos de escolta destacaram-se da Frota Oriental pouco antes do pôr do sol, no dia 18 de março, e seguiram para Fremantle. O resto da Frota Oriental chegou ao Golfo de Exmouth na manhã seguinte e navegou para Ceilão antes do pôr do sol, após reabastecer novamente. Ela voltou a Ceilão no dia 27 de maio.

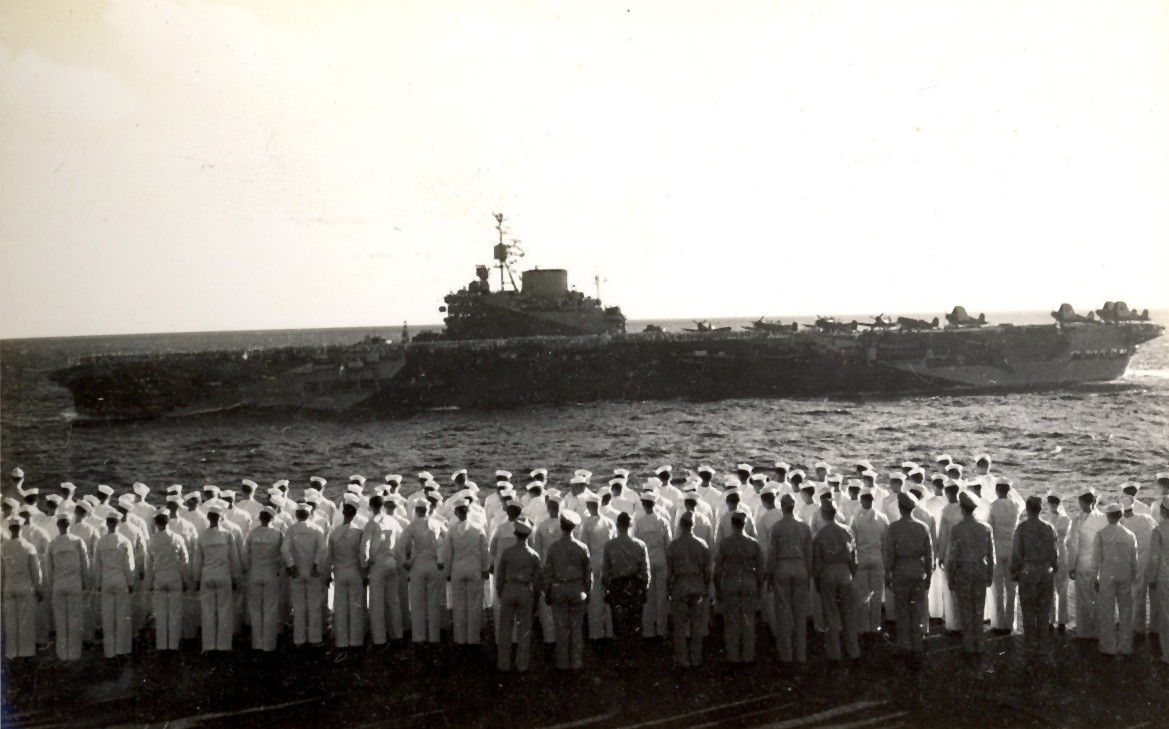
Tripulação do Saratoga a despedir-se do Illustrious no dia 18 de maio de 1944

Os relatos dos danos infligidos durante a Operação Transom diferem consoante as fontes. Escrevendo em 1960, o historiador oficial do papel da Marinha Real na Segunda Guerra Mundial, Stephen Roskill, afirmou que os pilotos aliados haviam superestimado os danos causados, já que os registos japoneses "não confirmam que os seus navios ou as instalações em terra sofreram muito" e indicam que apenas um pequeno navio foi afundado. O historiador oficial naval australiano G. Hermon Gill chegou a uma conclusão idêntica em 1968. Ele também observou que o almirante Guy Royle, chefe da Marinha Real Australiana, disse ao Conselho Consultivo de Guerra Australiano no dia 23 de maio que a operação Transom havia tido um valor duvidoso por motivos militares, pois resultados semelhantes poderiam ter sido alcançados por aeronaves baseadas em terra sem a necessidade de arriscar navios de guerra para atacar. Em contraste, o historiador oficial do esforço britânico no Sudeste Asiático Stanley Woodburn Kirby escreveu em 1962 que a refinaria de petróleo de Wonokromo e outras instalações industriais foram incendiadas, o estaleiro naval e duas outras docas foram bombardeadas e doze aviões japoneses destruídos no solo. Mais recentemente, o historiador Jürgen Rohwer afirmou em 2005 que doze aeronaves japonesas foram destruídas no solo, um pequeno cargueiro foi afundado e um navio-patrulha danificado sem chance de vir a ser reparado. Em 2011, David Hobbs julgou que a operação foi bem-sucedida, com a refinaria de petróleo Wonokromo sendo "queimada", as instalações do cais naval danificadas e um navio mercante afundado. Marcus Faulkner escreveu em 2012 que a Operação Transom "infligiu danos consideráveis".
Roskill e Hobbs concordam que o ataque proporcionou à Marinha Real uma importante experiência em operações de ataque de porta-aviões e exposição às tácticas superiores de porta-aviões americanos. Roskill observou que Somerville decidiu copiar a maneira como a tripulação do Saratoga conduzia as operações de voo. Hobbs identifica uma série de outras lições que a Marinha Real tirou da operação, incluindo a necessidade de planear a condução de pelo menos dois ataques contra alvos e a conveniência de obter aeronaves de reconhecimento fotográfico que pudessem a partir dos porta-aviões.
Como também foi o caso com a Operação Cockpit e com os vários outros ataques de porta-aviões que a Frota Oriental conduziu em 1944, a Operação Transom não teve nenhum efeito sobre as forças japonesas. Isso aconteceu porque a Frota Combinada não considerava a Frota Oriental como uma ameaça e estava sob ordens de preservar a sua força para contestar uma grande ofensiva americana que deveria ocorrer no Pacífico central.